# Lista ptaków Europy
Lista ptaków Europy − lista gatunków ptaków stale zasiedlających Europę albo regularnie lub okresowo się w niej pojawiających. Według danych z 2008 roku są to 902 gatunki, w tym 19 introdukowanych. Aktualnie introdukowanych jest 20 gatunków. Poniższa lista nie prezentuje gatunków wymarłych: alki olbrzymiej, ostrygojada kanaryjskiego oraz frankolina obrożnego, który potem został jednak introdukowany w Toskanii. Liczba gatunków, które kiedykolwiek były w Europie spotykane, ale niekoniecznie tu występują, wynosi 872 gatunki. Do listy należą ptaki z 23 rzędów:
1. nury (Gaviiformes)
2. perkozy (Podicipediformes)
3. rurkonose (Procellariiformes)
4. pełnopłetwe (Pelecaniformes)
5. brodzące (Ciconiiformes)
6. flamingi (Phoenicopteriformes)
7. blaszkodziobe (Anseriformes)
8. jastrzębiowe (Accipitriformes)
9. sokołowe (Falconiformes)
10. grzebiące (Galliformes)
11. żurawiowe (Gruiformes)
12. dropie (Otidiformes)
13. siewkowe (Gruiformes)
14. stepówki (Pteroclidiformes)
15. gołębiowe (Columbiformes)
16. kukułkowe (Cuculiformes)
17. sowy (Strigiformes)
18. lelkowe (Caprimulgiformes)
19. jerzykowe (Apodiformes)
20. kraskowe (Coraciiformes)
21. papugowe (Psittaciformes) – aleksandretta obrożna, która uciekła z niewoli i rozprzestrzeniła się
22. dzięciołowe (Piciformes)
23. wróblowe (Passeriformes)

Występowanie w Polsce zostało opisane następująco:
- Przeloty – pojawia się w Polsce w trakcie przelotów.
- Zimowanie – pojawia się w Polsce w zimie i tu też ją spędza.
- Lęgowy – pojawia się w Polsce tylko w okresie lęgowym.
- Cały rok – spotykany przez cały rok, osiadły.
- Sporadycznie – pojawia się w Polsce sporadycznie, zabłąkane osobniki.
- Introdukowany – gatunek normalnie niewystępujący w Polsce, ale został tu wprowadzony.
- Czasami gniazduje – nie wyprowadza w Polsce lęgów co roku, ale czasami zdarza mu się to zrobić.
- Czasami przelatuje – nie pojawia się regularnie na przelotach, lecz czasami mu się to zdarza.
- Puste miejsce – nie pojawia się/pojawił się zaledwie kilka razy, ale nie jest zaliczany do polskiej awifauny.
- --- – jest bardzo rzadkim gościem, ale pojawia się co jakiś czas, w nawiasie uwagi.

Uwagi:
- Brak linku do rodziny oznacza, że jest to jednocześnie rząd i rodzina i nie ma potrzeby linkowania.
- Uwagi w nawiasie informują o zwykłej porze pojawiania się w Europie tego nieeuropejskiego gatunku.
- Jeżeli gatunek uciekł z niewoli i rozprzestrzenił się, zostało to zaznaczone w ww. sposób.

## Nury
| Gatunek i nazwa naukowa         | Rodzina         | Występowanie w Polsce | Status zagrożenia |
| ------------------------------- | --------------- | --------------------- | ----------------- |
| nur rdzawoszyi (Gavia stellata) | nury (Gaviidae) | przeloty              | LC                |
| nur czarnoszyi (Gavia arctica)  | nury (Gaviidae) | przeloty, zimowanie   | LC                |
| nur lodowiec (Gavia immer)      | nury (Gaviidae) | sporadycznie          | LC                |
| nur białodzioby (Gavia adamsii) | nury (Gaviidae) | sporadycznie          | LC                |

## Perkozy
| Gatunek i nazwa naukowa                  | Rodzina                 | Występowanie w Polsce                            | Status zagrożenia |
| ---------------------------------------- | ----------------------- | ------------------------------------------------ | ----------------- |
| perkozek (Tachybaptus ruficollis)        | perkozy (Podicipedidae) | lęgowy                                           | LC                |
| perkoz dwuczuby (Tachybaptus cristatus)  | perkozy (Podicipedidae) | lęgowy                                           | LC                |
| perkoz rdzawoszyi (Podiceps grisegena)   | perkozy (Podicipedidae) | lęgowy                                           | LC                |
| perkoz rogaty (Podiceps auritius)        | perkozy (Podicipedidae) | przeloty, zimowanie                              | LC                |
| zausznik (Podiceps nigricollis)          | perkozy (Podicipedidae) | lęgowy                                           | LC                |
| perkoz grubodzioby (Podilymbus podiceps) | perkozy (Podicipedidae) | --- (bardzo rzadko w Europie, zimą lub jesienią) | LC                |

## Rurkonose
| Gatunek i nazwa naukowa                     | Rodzina                      | Występowanie w Polsce | Status zagrożenia |
| ------------------------------------------- | ---------------------------- | --------------------- | ----------------- |
| albatros czarnobrewy (Diomedea melanophris) | albatrosy (Diomedeidae)      |                       | EN                |
| fulmar (Fulmarus glacialis)                 | burzykowate (Procellariidae) | sporadycznie          | LC                |
| burzyk żółtodzioby (Calonectris diomedea)   | burzykowate (Procellariidae) | sporadycznie          | LC                |
| burzyk wielki (Puffinus gravis)             | burzykowate (Procellariidae) |                       | LC                |
| burzyk szary (Puffinus griseus)             | burzykowate (Procellariidae) |                       | NT                |
| burzyk mały (Puffinus assimilis)            | burzykowate (Procellariidae) |                       | LC                |
| burzyk północny (Puffinus puffinus)         | burzykowate (Procellariidae) |                       | LC                |
| burzyk śródziemnomorski (Puffinus yelkouan) | burzykowate (Procellariidae) |                       | LC                |
| nawałnik burzowy (Hydrobates pelagicus)     | nawałnikowate (Hydrobatidae) | sporadycznie          | LC                |
| oceannik żółtopłetwy (Oceanites oceanicus)  | nawałnikowate (Hydrobatidae) |                       | LC                |
| nawałnik duży (Oceanodroma leucorhoa)       | nawałnikowate (Hydrobatidae) | sporadycznie          | LC                |
| nawałnik maderski (Oceanodroma castro)      | nawałnikowate (Hydrobatidae) |                       | LC                |

## Pełnopłetwe
| Gatunek i nazwa naukowa                   | Rodzina                                                            | Występowanie w Polsce                        | Status zagrożenia |
| ----------------------------------------- | ------------------------------------------------------------------ | -------------------------------------------- | ----------------- |
| pelikan różowy (Pelecanus onocrotalus)    | pelikanowate (Pelecanidae)                                         | sporadycznie                                 | LC                |
| pelikan kędzierzawy (Pelecanus crispus)   | pelikanowate (Pelecanidae)                                         |                                              | VU                |
| kormoran (Phalacrocorax carbo)            | kormoranowate (Phalacrocoracidae)                                  | lęgowy                                       | LC                |
| kormoran czubaty (Leucocarbo aristotelis) | kormoranowate (Phalacrocoracidae)                                  | sporadycznie                                 | LC                |
| kormoran mały (Microcarbo pygmeus)        | kormoranowate (Phalacrocoracidae)                                  |                                              | NT                |
| głuptak (Morus bassanus)                  | głuptakowate (Sulidae)                                             | sporadycznie                                 | LC                |
| bąk (Botaurus stellaris)                  | czaplowate (Ardeidae) podrodzina bąki (Botaurinae)                 | lęgowy                                       | LC                |
| bąk amerykański (Botaurus lentiginosus)   | czaplowate (Ardeidae) podrodzina bąki (Botaurinae)                 | --- (czasami pojawia się w Europie jesienią) | LC                |
| bączek (Ixobrychus minutus)               | czaplowate (Ardeidae) podrodzina bąki (Botaurinae)                 | lęgowy                                       | LC                |
| ślepowron (Nycticorax nycticorax)         | czaplowate (Ardeidae) podrodzina ślepowrony (Botaurinae)           | czasami gniazduje                            | LC                |
| czapla modronosa (Ardeola ralloides)      | czaplowate (Ardeidae) podrodzina czaple (Ardeinae)                 | sporadycznie                                 | LC                |
| czapla złotawa (Bubulcus ibis )           | czaplowate (Ardeidae) podrodzina czaple (Ardeinae)                 |                                              | LC                |
| czapla nadobna (Egretta garzetta)         | czaplowate (Ardeidae) podrodzina czaple (Ardeinae)                 | sporadycznie                                 | LC                |
| czapla biała (Ardea alba)                 | czaplowate (Ardeidae) podrodzina czaple (Ardeinae)                 | sporadycznie                                 | LC                |
| czapla siwa (Ardea cinerea)               | czaplowate (Ardeidae) podrodzina czaple (Ardeinae)                 | cały rok                                     | LC                |
| czapla purpurowa (Ardea purpurea)         | czaplowate (Ardeidae) podrodzina czaple (Ardeinae)                 | przeloty, czasami gniazduje                  | LC                |
| ibis kasztanowaty (Plegadis falcinellus)  | ibisowate (Threskiornithidae) podrodzina ibisy (Threskiornithinae) | sporadycznie                                 | LC                |
| warzęcha (Platalea leucorodia)            | ibisowate (Threskiornithidae) podrodzina warzęchy (Plataleinae)    | sporadycznie                                 | LC                |

## Bocianowe
| Gatunek i nazwa naukowa        | Rodzina                  | Występowanie w Polsce | Status zagrożenia |
| ------------------------------ | ------------------------ | --------------------- | ----------------- |
| bocian biały (Ciconia ciconia) | bocianowate (Ciconiidae) | gniazduje             | LC                |
| bocian czarny (Ciconia nigra)  | bocianowate (Ciconiidae) | gniazduje             | LC                |

## Flamingi
| Gatunek i nazwa naukowa                      | Rodzina                     | Występowanie w Polsce                                                                              | Status zagrożenia |
| -------------------------------------------- | --------------------------- | -------------------------------------------------------------------------------------------------- | ----------------- |
| flaming czerwonak (Phoenicopterus ruber)     | flamingi (Phoenicopteridae) | sporadycznie                                                                                       | LC                |
| flaming różowy (Phoenicopterus roseus)       | flamingi (Phoenicopteridae) | sporadycznie; zwykle uciekinierzy z ogrodów zoologicznych                                          | LC                |
| flaming chilijski (Phoenicopterus chilensis) | flamingi (Phoenicopteridae) | sporadycznie; w Zwillbrocker Venn (Niemcy) lęgowisko ptaków, które uciekły z ogrodów zoologicznych | NT                |

## Blaszkodziobe
| Gatunek i nazwa naukowa                    | Rodzina                                                                             | Występowanie w Polsce                                                      | Status zagrożenia |
| ------------------------------------------ | ----------------------------------------------------------------------------------- | -------------------------------------------------------------------------- | ----------------- |
| łabędź niemy (Cygnus olor)                 | kaczkowate (Anatidae) podrodzina kaczki (Anatinae) plemię gęśce (Anserini)          | cały rok, niektóre osobniki odlatują                                       | LC                |
| łabędź mały (Cygnus columbianus)           | kaczkowate (Anatidae) podrodzina kaczki (Anatinae) plemię gęśce (Anserini)          | przeloty                                                                   | LC                |
| łabędź krzykliwy (Cygnus cygnus)           | kaczkowate (Anatidae) podrodzina kaczki (Anatinae) plemię gęśce (Anserini)          | czasami gniazduje, przeloty, zimowanie                                     | LC                |
| łabędź czarny (Cygnus atratus)             | kaczkowate (Anatidae) podrodzina kaczki (Anatinae) plemię gęśce (Anserini)          | ---; ptaki zdziczałe, które uciekły z ZOO i z parków                       | LC                |
| gęś zbożowa (Anser fabalis)                | kaczkowate (Anatidae) podrodzina kaczki (Anatinae) plemię gęśce (Anserini)          | przeloty                                                                   | LC                |
| gęś krótkodzioba (Anser brachyrhynchus)    | kaczkowate (Anatidae) podrodzina kaczki (Anatinae) plemię gęśce (Anserini)          | czasami przelatuje                                                         | LC                |
| gęś białoczelna (Anser albifrons)          | kaczkowate (Anatidae) podrodzina kaczki (Anatinae) plemię gęśce (Anserini)          | przeloty                                                                   | LC                |
| gęś mała (Anser erythropus)                | kaczkowate (Anatidae) podrodzina kaczki (Anatinae) plemię gęśce (Anserini)          | przeloty                                                                   | VU                |
| gęgawa (Anser anser)                       | kaczkowate (Anatidae) podrodzina kaczki (Anatinae) plemię gęśce (Anserini)          | lęgowy                                                                     | LC                |
| bernikla białolica (Branta leucopsis)      | kaczkowate (Anatidae) podrodzina kaczki (Anatinae) plemię gęśce (Anserini)          | czasami przelatuje                                                         | LC                |
| śnieżyca duża (Anser caerulescens)         | kaczkowate (Anatidae) podrodzina kaczki (Anatinae) plemię gęśce (Anserini)          | sporadycznie                                                               | LC                |
| gęś tybetańska (Anser indicus)             | kaczkowate (Anatidae) podrodzina kaczki (Anatinae) plemię gęśce (Anserini)          | ---; zdziczała populacja w Norwegii                                        | LC                |
| bernikla kanadyjska (Branta canadensis)    | kaczkowate (Anatidae) podrodzina kaczki (Anatinae) plemię gęśce (Anserini)          | przeloty, poza tym sporadycznie                                            | LC                |
| bernikla obrożna (Branta bernicla)         | kaczkowate (Anatidae) podrodzina kaczki (Anatinae) plemię gęśce (Anserini)          | sporadycznie, czasami przelatuje                                           | LC                |
| bernikla rdzawoszyja (Branta ruficollis)   | kaczkowate (Anatidae) podrodzina kaczki (Anatinae) plemię gęśce (Anserini)          | sporadycznie                                                               | EN                |
| gęsiówka egipska (Alopochen aegyptiaca)    | kaczkowate (Anatidae) podrodzina kaczki (Anatinae) plemię kazarki (Tadornini)       |                                                                            | LC                |
| kazarka rdzawa (Tadorna ferruginea)        | kaczkowate (Anatidae) podrodzina kaczki (Anatinae) plemię kazarki (Tadornini)       |                                                                            | LC                |
| ohar (Tadorna tadorna)                     | kaczkowate (Anatidae) podrodzina kaczki (Anatinae) plemię kazarki (Tadornini)       | czasami gniazduje                                                          | LC                |
| mandarynka (Aix galericulata)              | kaczkowate (Anatidae) podrodzina kaczki (Anatinae) plemię piżmówki (Cairinini)      | sporadycznie; zdziczałe ptaki z hodowli na warszawskich Łazienkach         | LC                |
| karolinka (Aix sponsa)                     | kaczkowate (Anatidae) podrodzina kaczki (Anatinae) plemię piżmówki (Cairinini)      |                                                                            | LC                |
| świstun (Anas penelope)                    | kaczkowate (Anatidae) podrodzina kaczki (Anatinae) plemię kaczki właściwe (Anatini) | lęgowy, przeloty                                                           | LC                |
| świstun amerykański (Anas americana)       | kaczkowate (Anatidae) podrodzina kaczki (Anatinae) plemię kaczki właściwe (Anatini) |                                                                            | LC                |
| krakwa (Anas strepera)                     | kaczkowate (Anatidae) podrodzina kaczki (Anatinae) plemię kaczki właściwe (Anatini) | lęgowy                                                                     | LC                |
| brązówka (Anas rubripes)                   | kaczkowate (Anatidae) podrodzina kaczki (Anatinae) plemię kaczki właściwe (Anatini) |                                                                            | LC                |
| cyraneczka (Anas crecca)                   | kaczkowate (Anatidae) podrodzina kaczki (Anatinae) plemię kaczki właściwe (Anatini) | lęgowy                                                                     | LC                |
| cyraneczka karolińska (Anas carolinensis)  | kaczkowate (Anatidae) podrodzina kaczki (Anatinae) plemię kaczki właściwe (Anatini) |                                                                            | LC                |
| cyranka modroskrzydła (Anas discors)       | kaczkowate (Anatidae) podrodzina kaczki (Anatinae) plemię kaczki właściwe (Anatini) |                                                                            | LC                |
| krzyżówka (Anas platyrhynchos)             | kaczkowate (Anatidae) podrodzina kaczki (Anatinae) plemię kaczki właściwe (Anatini) | cały rok                                                                   | LC                |
| rożeniec (Anac acuta)                      | kaczkowate (Anatidae) podrodzina kaczki (Anatinae) plemię kaczki właściwe (Anatini) | lęgowy                                                                     | LC                |
| płaskonos (Anas clypeata)                  | kaczkowate (Anatidae) podrodzina kaczki (Anatinae) plemię kaczki właściwe (Anatini) | lęgowy                                                                     | LC                |
| marmurka (Marmaronetta angustirostris)     | kaczkowate (Anatidae) podrodzina kaczki (Anatinae) plemię kaczki właściwe (Anatini) |                                                                            | VU                |
| cyranka (Anas querquedula)                 | kaczkowate (Anatidae) podrodzina kaczki (Anatinae) plemię kaczki właściwe (Anatini) | lęgowy                                                                     | LC                |
| hełmiatka (Netta rufina)                   | kaczkowate (Anatidae) podrodzina kaczki (Anatinae) plemię grążyce (Aythyini)        | lęgowy                                                                     | LC                |
| czerniczka (Aythya collaris)               | kaczkowate (Anatidae) podrodzina kaczki (Anatinae) plemię grążyce (Aythyini)        | ---; przylatuje z Ameryki                                                  | LC                |
| głowienka (Aythya ferina)                  | kaczkowate (Anatidae) podrodzina kaczki (Anatinae) plemię grążyce (Aythyini)        | cały rok                                                                   | LC                |
| podgorzałka (Aythya nyroca)                | kaczkowate (Anatidae) podrodzina kaczki (Anatinae) plemię grążyce (Aythyini)        | lęgowy                                                                     | NT                |
| czernica (Aythya fuligula)                 | kaczkowate (Anatidae) podrodzina kaczki (Anatinae) plemię grążyce (Aythyini)        | lęgowy                                                                     | LC                |
| ogorzałka (Aythya marila)                  | kaczkowate (Anatidae) podrodzina kaczki (Anatinae) plemię grążyce (Aythyini)        | czasami gniazduje, przeloty, zimowanie                                     | LC                |
| ogorzałka mała (Aythya affinis)            | kaczkowate (Anatidae) podrodzina kaczki (Anatinae) plemię grążyce (Aythyini)        |                                                                            | LC                |
| edredon (Somateria mollissima)             | kaczkowate (Anatidae) podrodzina kaczki (Anatinae) plemię tracze (Mergini)          | przeloty, zimowanie                                                        | LC                |
| edredon okularowy (Somateria fischeri)     | kaczkowate (Anatidae) podrodzina kaczki (Anatinae) plemię tracze (Mergini)          |                                                                            | LC                |
| turkan (Somateria spectabilis)             | kaczkowate (Anatidae) podrodzina kaczki (Anatinae) plemię tracze (Mergini)          | sporadycznie                                                               | LC                |
| birginiak (Polystica stelleri)             | kaczkowate (Anatidae) podrodzina kaczki (Anatinae) plemię tracze (Mergini)          | sporadycznie                                                               | VU                |
| kamieniuszka (Histrionicus histrionicus)   | kaczkowate (Anatidae) podrodzina kaczki (Anatinae) plemię tracze (Mergini)          | sporadycznie                                                               | LC                |
| markaczka (Melanitta nigra)                | kaczkowate (Anatidae) podrodzina kaczki (Anatinae) plemię tracze (Mergini)          | przeloty, zimowanie                                                        | LC                |
| uhla pstrodzioba (Melanitta perspicillata) | kaczkowate (Anatidae) podrodzina kaczki (Anatinae) plemię tracze (Mergini)          |                                                                            | LC                |
| uhla (Melanitta fusca)                     | kaczkowate (Anatidae) podrodzina kaczki (Anatinae) plemię tracze (Mergini)          | przeloty, zimowanie                                                        | LC                |
| lodówka (Clangula hyemalis)                | kaczkowate (Anatidae) podrodzina kaczki (Anatinae) plemię tracze (Mergini)          | przeloty, zimowanie                                                        | LC                |
| sierpiec (Bucephala islandica)             | kaczkowate (Anatidae) podrodzina kaczki (Anatinae) plemię tracze (Mergini)          | sporadycznie                                                               | LC                |
| gągoł (Bucephala clangula)                 | kaczkowate (Anatidae) podrodzina kaczki (Anatinae) plemię tracze (Mergini)          | lęgowy                                                                     | LC                |
| bielaczek (Mergellus albellus)             | kaczkowate (Anatidae) podrodzina kaczki (Anatinae) plemię tracze (Mergini)          | przeloty, zimowanie                                                        | LC                |
| szlachar (Mergus serrator)                 | kaczkowate (Anatidae) podrodzina kaczki (Anatinae) plemię tracze (Mergini)          | lęgowy, przeloty                                                           | LC                |
| nurogęś (Mergus merganser)                 | kaczkowate (Anatidae) podrodzina kaczki (Anatinae) plemię tracze (Mergini)          | cały rok                                                                   | LC                |
| sterniczka (Oxyura leucocephala)           | kaczkowate (Anatidae) podrodzina kaczki (Anatinae) plemię sterniczki (Oxyurini)     | sporadycznie                                                               | EN                |
| sterniczka jamajska (Oxyura jamaicensis)   | kaczkowate (Anatidae) podrodzina kaczki (Anatinae) plemię sterniczki (Oxyurini)     | ---; introdukowana, w Hiszpanii stanowi zagrożenie dla rodzimej sterniczki | LC                |

## Jastrzębiowe
| Gatunek i nazwa naukowa                  | Rodzina                                                            | Występowanie w Polsce | Status zagrożenia |
| ---------------------------------------- | ------------------------------------------------------------------ | --------------------- | ----------------- |
| kaniuk (Elanus caeruleus)                | jastrzębiowate (Accipitridae) podrodzina kaniuki (Elaninae)        |                       | LC                |
| kania ruda (Milvus milvus)               | jastrzębiowate (Accipitridae) podrodzina kanie (Milvinae)          | lęgowy                | NT                |
| kania czarna (Milvus migrans)            | jastrzębiowate (Accipitridae) podrodzina kanie (Milvinae)          | lęgowy                | LC                |
| bielik (Haliaeetus albicilla)            | jastrzębiowate (Accipitridae) podrodzina jastrzębie (Accipitrinae) | cały rok              | LC                |
| orłosęp brodaty (Gypaetus barbatus)      | jastrzębiowate (Accipitridae) podrodzina jastrzębie (Accipitrinae) |                       | LC                |
| ścierwnik biały (Neophron percnopterus)  | jastrzębiowate (Accipitridae) podrodzina jastrzębie (Accipitrinae) | sporadycznie          | EN                |
| sęp płowy (Gyps fulvus)                  | jastrzębiowate (Accipitridae) podrodzina jastrzębie (Accipitrinae) | sporadycznie          | LC                |
| sęp kasztanowaty (Aegypius monachus)     | jastrzębiowate (Accipitridae) podrodzina jastrzębie (Accipitrinae) | sporadycznie          | NT                |
| gadożer (Circaetus gallicus)             | jastrzębiowate (Accipitridae) podrodzina jastrzębie (Accipitrinae) | lęgowy                | LC                |
| błotniak stawowy (Circus aeruginosus)    | jastrzębiowate (Accipitridae) podrodzina jastrzębie (Accipitrinae) | lęgowy                | LC                |
| błotniak zbożowy (Circus cyaneus)        | jastrzębiowate (Accipitridae) podrodzina jastrzębie (Accipitrinae) | lęgowy                | LC                |
| błotniak stepowy (Circus macrourus)      | jastrzębiowate (Accipitridae) podrodzina jastrzębie (Accipitrinae) | przeloty              | NT                |
| błotniak łąkowy (Circus pygargus)        | jastrzębiowate (Accipitridae) podrodzina jastrzębie (Accipitrinae) | lęgowy                | LC                |
| jastrząb (Accipiter gentilis)            | jastrzębiowate (Accipitridae) podrodzina jastrzębie (Accipitrinae) | cały rok              | LC                |
| krogulec (Accipiter nisus)               | jastrzębiowate (Accipitridae) podrodzina jastrzębie (Accipitrinae) | cały rok              | LC                |
| krogulec krótkonogi (Accipiter brevipes) | jastrzębiowate (Accipitridae) podrodzina jastrzębie (Accipitrinae) |                       | LC                |
| trzmielojad (Pernis apivorus)            | jastrzębiowate (Accipitridae) podrodzina Orłosępy (Perninae)       | lęgowy                | LC                |
| myszołów (Buteo buteo)                   | jastrzębiowate (Accipitridae) podrodzina jastrzębie (Accipitrinae) | cały rok              | LC                |
| myszołów włochaty (Buteo lagopus)        | jastrzębiowate (Accipitridae) podrodzina jastrzębie (Accipitrinae) | przeloty, zimowanie   | LC                |
| kurhannik (Buteo rufinus)                | jastrzębiowate (Accipitridae) podrodzina jastrzębie (Accipitrinae) | sporadycznie          | LC                |
| orlik krzykliwy (Aquila pomarina)        | jastrzębiowate (Accipitridae) podrodzina jastrzębie (Accipitrinae) |                       | LC                |
| orlik grubodzioby (Aquila clanga)        | jastrzębiowate (Accipitridae) podrodzina jastrzębie (Accipitrinae) | lęgowy                | VU                |
| orzełek włochaty (Hieraaetus pennatus)   | jastrzębiowate (Accipitridae) podrodzina jastrzębie (Accipitrinae) | lęgowy                | LC                |
| orzeł przedni (Aquila chrysaetos)        | jastrzębiowate (Accipitridae) podrodzina jastrzębie (Accipitrinae) | cały rok              | LC                |
| orzeł iberyjski (Aquila adalberti)       | jastrzębiowate (Accipitridae) podrodzina jastrzębie (Accipitrinae) |                       | VU                |
| orzeł cesarski (Aquila heliaca)          | jastrzębiowate (Accipitridae) podrodzina jastrzębie (Accipitrinae) |                       | VU                |
| orzeł południowy (Aquila fasciatus)      | jastrzębiowate (Accipitridae) podrodzina jastrzębie (Accipitrinae) |                       | LC                |
| rybołów (Pandion haliaetus)              | rybołowowate (Pandionidae)                                         | lęgowy                | LC                |

## Sokołowe
| Gatunek i nazwa naukowa           | Rodzina                                                | Występowanie w Polsce                     | Status zagrożenia |
| --------------------------------- | ------------------------------------------------------ | ----------------------------------------- | ----------------- |
| drzemlik (Falco columbarius)      | sokołowate (Falconidae) podrodzina sokoły (Falconinae) | przeloty, zimowanie                       | LC                |
| pustułeczka (Falco naumanni)      | sokołowate (Falconidae) podrodzina sokoły (Falconinae) | sporadycznie                              | VU                |
| pustułka (Falco tinnunculus)      | sokołowate (Falconidae) podrodzina sokoły (Falconinae) | cały rok                                  | LC                |
| kobuz (Falco subbuteo)            | sokołowate (Falconidae) podrodzina sokoły (Falconinae) | lęgowy                                    | LC                |
| kobczyk (Falco vespertinus)       | sokołowate (Falconidae) podrodzina sokoły (Falconinae) | czasami przelatuje, poza tym sporadycznie | NT                |
| raróg (Falco cherrug)             | sokołowate (Falconidae) podrodzina sokoły (Falconinae) | sporadycznie                              | EN                |
| raróg górski (Falco biarmicus)    | sokołowate (Falconidae) podrodzina sokoły (Falconinae) |                                           | LC                |
| sokół skalny (Falco eleonorae)    | sokołowate (Falconidae) podrodzina sokoły (Falconinae) |                                           | LC                |
| białozór (Falco rusticolus)       | sokołowate (Falconidae) podrodzina sokoły (Falconinae) | sporadycznie                              | LC                |
| sokół wędrowny (Falco peregrinus) | sokołowate (Falconidae) podrodzina sokoły (Falconinae) | cały rok (tylko 12-14 par)                | LC                |

## Grzebiące
| Gatunek i nazwa naukowa                     | Rodzina                | Występowanie w Polsce                                              | Status zagrożenia |
| ------------------------------------------- | ---------------------- | ------------------------------------------------------------------ | ----------------- |
| pardwa mszarna (Lagopus lagopus)            | kurowate (Phasianidae) |                                                                    | LC                |
| pardwa górska (Lagopus muta syn L. mutus)   | kurowate (Phasianidae) |                                                                    | LC                |
| jarząbek (Bonasa bonasia)                   | kurowate (Phasianidae) | cały rok                                                           | LC                |
| cietrzew (Tetrao tetrix)                    | kurowate (Phasianidae) | cały rok                                                           | LC                |
| głuszec (Tetrao urogallus)                  | kurowate (Phasianidae) | cały rok                                                           | LC                |
| góropatwa azjatycka (Alectoris chukar)      | kurowate (Phasianidae) |                                                                    | LC                |
| góropatwa skalna (Alectoris graeca)         | kurowate (Phasianidae) |                                                                    | LC                |
| góropatwa czerwona (Alectoris rufa)         | kurowate (Phasianidae) |                                                                    | LC                |
| góropatwa berberyjska (Alectoris barbara)   | kurowate (Phasianidae) |                                                                    | LC                |
| frankolin obrożny (Francolinus francolinus) | kurowate (Phasianidae) | nigdy się nie pojawia; w Europie wymarł, introdukowany do Toskanii | LC                |
| kuropatwa (Perdix perdix)                   | kurowate (Phasianidae) | cały rok                                                           | LC                |
| bażant (Phasianus colchicus)                | kurowate (Phasianidae) | introdukowany                                                      | LC                |
| bażant diamentowy (Chrysolophus amherstiae) | kurowate (Phasianidae) |                                                                    | LC                |
| bażant złocisty (Chrysolophus pictus)       | kurowate (Phasianidae) |                                                                    | LC                |
| przepiórka (Coturnix coturnix)              | kurowate (Phasianidae) | lęgowy                                                             | LC                |

## Żurawiowe
| Gatunek i nazwa naukowa            | Rodzina                   | Występowanie w Polsce                 | Status zagrożenia |
| ---------------------------------- | ------------------------- | ------------------------------------- | ----------------- |
| wodnik (Rallus aquaticus)          | chruścielowate (Rallidae) | lęgowy                                | LC                |
| kropiatka (Porzana porzana)        | chruścielowate (Rallidae) | lęgowy                                | LC                |
| kureczka zielonka (Porzana parva)  | chruścielowate (Rallidae) | lęgowy                                | LC                |
| karliczka (Porzana pusilla)        | chruścielowate (Rallidae) | czasami gniazduje                     | LC                |
| derkacz (Crex crex)                | chruścielowate (Rallidae) | lęgowy                                | NT                |
| kokoszka (Gallinula chloropus)     | chruścielowate (Rallidae) | lęgowy/cały rok (zależnie od regionu) | LC                |
| modrzyk (Porphyrio porphyrio)      | chruścielowate (Rallidae) |                                       | LC                |
| łyska (Fulica atra)                | chruścielowate (Rallidae) | lęgowy/cały rok (zależnie od regionu) | LC                |
| łyska czubata (Fulica cristata)    | chruścielowate (Rallidae) |                                       | LC                |
| żuraw (Grus grus)                  | żurawie (Gruidae)         | lęgowy                                | LC                |
| żuraw stepowy (Anthropoides virgo) | żurawie (Gruidae          | sporadycznie; w trakcie przelotów     | LC                |

## Dropie
| Gatunek i nazwa naukowa | Rodzina               | Występowanie w Polsce   | Status zagrożenia |
| ----------------------- | --------------------- | ----------------------- | ----------------- |
| drop (Otis tarda)       | dropiowate (Otididae) | ---; dawniej gniazdował | VU                |
| strepet (Tetrax tetrax) | dropiowate (Otididae) | sporadycznie            | NT                |

## Siewkowe

### Przepiórniki
| Gatunek i nazwa naukowa        | Rodzina                   | Występowanie w Polsce | Status zagrożenia |
| ------------------------------ | ------------------------- | --------------------- | ----------------- |
| przepiórnik (Turnix sylvatica) | przepiórniki (Turnicidae) |                       | LC                |

### Ostrygojady-żwirowce
| Gatunek i nazwa naukowa                | Rodzina                         | Występowanie w Polsce | Status zagrożenia |
| -------------------------------------- | ------------------------------- | --------------------- | ----------------- |
| ostrygojad (Haematopus ostralegus)     | ostrygojady (Haematopodidae)    | lęgowy                | LC                |
| szczudłak (Himantopus himantopus)      | szczudłonogi (Recurvirostridae) | sporadycznie          | LC                |
| szablodziób (Recurvirostra avosetta)   | szczudłonogi (Recurvirostridae) | sporadycznie          | LC                |
| kulon (Burhinus oedicnemus)            | kulony (Burhinidae)             | lęgowy                | LC                |
| żwirowiec łąkowy (Glareola pratincola) | żwirowcowate (Glareolidae)      | sporadycznie          | LC                |
| żwirowiec stepowy (Glareola nordmanni) | żwirowcowate (Glareolidae)      | sporadycznie          | NT                |
| rączak (Cursorius cursor)              | żwirowcowate (Glareolidae)      |                       | LC                |

### Siewkowate
| Gatunek i nazwa naukowa                                         | Rodzina                                                       | Występowanie w Polsce                                               | Status zagrożenia |
| --------------------------------------------------------------- | ------------------------------------------------------------- | ------------------------------------------------------------------- | ----------------- |
| sieweczka rzeczna (Charadrius dubius)                           | siewkowate (Charadriidae) podrodzina sieweczki (Charadriinae) | lęgowy                                                              | LC                |
| sieweczka obrożna (Charadrius hiaticula)                        | siewkowate (Charadriidae) podrodzina sieweczki (Charadriinae) | lęgowy                                                              | LC                |
| sieweczka morska (Charadrius alexandrinus)                      | siewkowate (Charadriidae) podrodzina sieweczki (Charadriinae) | sporadycznie                                                        | LC                |
| sieweczka pustynna (Charadrius leschenaultii)                   | siewkowate (Charadriidae) podrodzina sieweczki (Charadriinae) | sporadycznie; z Azji                                                | LC                |
| sieweczka długonoga (Charadrius asiaticus)                      | siewkowate (Charadriidae) podrodzina sieweczki (Charadriinae) | nie pojawia się; do Europy przylatuje z Azji Wschodniej i Środkowej | LC                |
| mornel (Charadrius morinellus)                                  | siewkowate (Charadriidae) podrodzina sieweczki (Charadriinae) | czasami przelatuje                                                  | LC                |
| sieweczka krzykliwa (Charadrius vociferus)                      | siewkowate (Charadriidae) podrodzina sieweczki (Charadriinae) |                                                                     | LC                |
| czajka szponiasta (Vanellus spinosus syn. Hoplopterus spinosus) | siewkowate (Charadriidae) podrodzina sieweczki (Charadriinae) |                                                                     | LC                |
| siewnica (Pluvialis squatarola)                                 | siewkowate (Charadriidae) podrodzina sieweczki (Charadriinae) |                                                                     | LC                |
| siewka złota (Pluvialis apricaria)                              | siewkowate (Charadriidae) podrodzina sieweczki (Charadriinae) | przeloty                                                            | LC                |
| siewka szara (Pluvialis dominica)                               | siewkowate (Charadriidae) podrodzina sieweczki (Charadriinae) |                                                                     | LC                |
| siewka złotawa (Pluvialis fulva)                                | siewkowate (Charadriidae) podrodzina czajki (Vanellinae)      | sporadycznie; z Syberii                                             | LC                |
| czajka stepowa (Vanellus leucurus syn. Chettusia leucura)       | siewkowate (Charadriidae) podrodzina czajki (Vanellinae)      |                                                                     | LC                |
| czajka towarzyska (Vanellus gregarius syn. Chettusia gregaria)  | siewkowate (Charadriidae) podrodzina czajki (Vanellinae)      | sporadycznie; na jesieni, z Azji                                    | CR                |
| czajka (Vanellus vanellus)                                      | siewkowate (Charadriidae) podrodzina czajki (Vanellinae)      | lęgowa                                                              | LC                |

### Bekasowate
| Gatunek i nazwa naukowa                        | Rodzina                                                          | Występowanie w Polsce                       | Status zagrożenia |
| ---------------------------------------------- | ---------------------------------------------------------------- | ------------------------------------------- | ----------------- |
| biegus rdzawy (Calidris canutus)               | bekasowate (Scolopacidae) podrodzina biegusy (Calidrinae)        | przeloty                                    | LC                |
| piaskowiec (Calidris alba)                     | bekasowate (Scolopacidae) podrodzina biegusy (Calidrinae)        | przeloty                                    | LC                |
| biegus malutki (Calidris minuta)               | bekasowate (Scolopacidae) podrodzina biegusy (Calidrinae)        | przeloty                                    | LC                |
| biegus mały (Calidris temminckii)              | bekasowate (Scolopacidae) podrodzina biegusy (Calidrinae)        | przeloty                                    | LC                |
| biegus rdzawoszyi (Calidris ruficollis)        | bekasowate (Scolopacidae) podrodzina biegusy (Calidrinae)        | ---; pod koniec lata zalatuje z Syberii     | LC                |
| biegus krzywodzioby (Calidris ferruginea)      | bekasowate (Scolopacidae) podrodzina biegusy (Calidrinae)        | przeloty                                    | LC                |
| biegus karłowaty (Calidris minutilla)          | bekasowate (Scolopacidae) podrodzina biegusy (Calidrinae)        | ---; z Ameryki Północnej                    | LC                |
| biegus tundrowy (Calidris pusilla)             | bekasowate (Scolopacidae) podrodzina biegusy (Calidrinae)        | ---; na jesieni z Ameryki Północnej         | LC                |
| biegus morski (Calidris maritima)              | bekasowate (Scolopacidae) podrodzina biegusy (Calidrinae)        | sporadycznie                                | LC                |
| biegus białorzytny (Calidris fuscicollis)      | bekasowate (Scolopacidae) podrodzina biegusy (Calidrinae)        | ---; z Ameryki Północnej                    | LC                |
| biegus zmienny (Calidris alpina)               | bekasowate (Scolopacidae) podrodzina biegusy (Calidrinae)        | lęgowy, przeloty                            | LC                |
| biegus długoskrzydły (Calidris bairdii)        | bekasowate (Scolopacidae) podrodzina biegusy (Calidrinae)        | ---; jesienią, z Ameryki Północnej          | LC                |
| biegus arktyczny (Calidris melanotos)          | bekasowate (Scolopacidae) podrodzina biegusy (Calidrinae)        | sporadycznie (jesienią z Ameryki Północnej) | LC                |
| biegus ostrosterny (Calidris acuminata)        | bekasowate (Scolopacidae) podrodzina biegusy (Calidrinae)        | ---; rzadko na jesieni, z Syberii           | LC                |
| biegus płaskodzioby (Limicola falcinellus)     | bekasowate (Scolopacidae) podrodzina biegusy (Calidrinae)        | przeloty                                    | LC                |
| batalion (Philomachus pugnax)                  | bekasowate (Scolopacidae) podrodzina biegusy (Calidrinae)        | lęgowy                                      | LC                |
| biegus płowy (Tryngites subruficollis)         | bekasowate (Scolopacidae) podrodzina biegusy (Calidrinae)        | sporadycznie; jesienią, z Ameryki Północnej | NT                |
| preriowiec (Bartramia longicauda)              | bekasowate (Scolopacidae) podrodzina biegusy (Calidrinae)        | (jesienią z Ameryki Północnej)              | LC                |
| biegus brodźcowaty (Micropalama himantopus)    | bekasowate (Scolopacidae) podrodzina biegusy (Calidrinae)        | (jesienią z Ameryki Północnej)              | LC                |
| słonka (Scolopax rusticola)                    | bekasowate (Scolopacidae) podrodzina słonki (Scolopacinae)       | lęgowy                                      | LC                |
| bekas kszyk (Gallinago gallinago)              | bekasowate (Scolopacidae) podrodzina bekasy (Gallinagininae)     | lęgowy                                      | LC                |
| dubelt (Gallinago media)                       | bekasowate (Scolopacidae) podrodzina bekasy (Gallinagininae)     | lęgowy                                      | LC                |
| bekasik (Lymnocryptes minimus)                 | bekasowate (Scolopacidae) podrodzina bekasy (Gallinagininae)     | lęgowy                                      | LC                |
| rycyk (Limosa limosa)                          | bekasowate (Scolopacidae) podrodzina brodźce (Tringinae)         | lęgowy                                      | NT                |
| szlamnik (Limosa lapponica)                    | bekasowate (Scolopacidae) podrodzina brodźce (Tringinae)         | przeloty                                    | LC                |
| kulik mniejszy (Numenius phaeopus)             | bekasowate (Scolopacidae) podrodzina brodźce (Tringinae)         | przeloty                                    | LC                |
| kulik wielki (Numenius arquata)                | bekasowate (Scolopacidae) podrodzina brodźce (Tringinae)         | lęgowy                                      | LC                |
| kwokacz (Tringa nebularia)                     | bekasowate (Scolopacidae) podrodzina brodźce (Tringinae)         | przeloty                                    | LC                |
| brodziec śniady (Tringa erythropus)            | bekasowate (Scolopacidae) podrodzina brodźce (Tringinae)         | przeloty                                    | LC                |
| krwawodziób (Tringa totanus)                   | bekasowate (Scolopacidae) podrodzina brodźce (Tringinae)         | lęgowy                                      | LC                |
| brodziec pławny (Tringa stagnatilis)           | bekasowate (Scolopacidae) podrodzina brodźce (Tringinae)         | sporadycznie                                | LC                |
| brodziec samotnik (Tringa ochropus)            | bekasowate (Scolopacidae) podrodzina brodźce (Tringinae)         | lęgowy                                      | LC                |
| brodziec ciemnorzytny (Tringa solitaria)       | bekasowate (Scolopacidae) podrodzina brodźce (Tringinae)         | ---; zalatuje z Ameryki Północnej           | LC                |
| terekia (Xenus cinereus)                       | bekasowate (Scolopacidae) podrodzina brodźce (Tringinae)         | sporadycznie                                | LC                |
| łęczak (Tringa glareola)                       | bekasowate (Scolopacidae) podrodzina brodźce (Tringinae)         | lęgowy                                      | LC                |
| brodziec piegowaty (Tringa melanoleuca)        | bekasowate (Scolopacidae) podrodzina brodźce (Tringinae)         | ---; z Ameryki Północnej                    | LC                |
| brodziec żółtonogi (Tringa flavipes)           | bekasowate (Scolopacidae) podrodzina brodźce (Tringinae)         | ---; z Ameryki Północnej                    | LC                |
| brodziec plamisty (Actitis macularia)          | bekasowate (Scolopacidae) podrodzina brodźce (Tringinae)         | ---; z Ameryki Północnej                    | LC                |
| brodziec piskliwy (Actitis hypoleucos)         | bekasowate (Scolopacidae) podrodzina brodźce (Tringinae)         | lęgowy                                      | LC                |
| szlamiec długodzioby (Limnodromus scolopaceus) | bekasowate (Scolopacidae) podrodzina bekasy (Gallinagininae)     | ---; z Ameryki Północnej                    | LC                |
| kamusznik (Arenaria interpres)                 | bekasowate (Scolopacidae) podrodzina kamuszniki (Arenariinae)    | przeloty                                    | LC                |
| płatkonóg szydłodzioby (Phalaropus lobatus)    | bekasowate (Scolopacidae) podrodzina płatkonogi (Phalaropodinae) | przeloty                                    | LC                |
| płatkonóg płaskodzioby (Phalaropus fulicarius) | bekasowate (Scolopacidae) podrodzina płatkonogi (Phalaropodinae) | przeloty                                    | LC                |

### Wydrzyki
| Gatunek i nazwa naukowa                        | Rodzina                   | Występowanie w Polsce | Status zagrożenia |
| ---------------------------------------------- | ------------------------- | --------------------- | ----------------- |
| wydrzyk tęposterny (Stercorarius pomarinus)    | wydrzyki (Stercorariidae) | sporadycznie          | LC                |
| wydrzyk ostrosterny (Stercorarius parasiticus) | wydrzyki (Stercorariidae) | przeloty              | LC                |
| wydrzyk długosterny (Stercorarius longicaudus) | wydrzyki (Stercorariidae) | sporadycznie          | LC                |
| wydrzyk wielki (Stercorarius longicaudus)      | wydrzyki (Stercorariidae) | sporadycznie          | LC                |

### Mewy
| Gatunek i nazwa naukowa                       | Rodzina        | Występowanie w Polsce                    | Status zagrożenia |
| --------------------------------------------- | -------------- | ---------------------------------------- | ----------------- |
| mewa czarnogłowa (Ichthyaetus melanocephalus) | mewy (Laridae) | czasami gniazduje, poza tym sporadycznie | LC                |
| mewa cienkodzioba (Larus genei)               | mewy (Laridae) |                                          | LC                |
| mewa mała (Larus minutus)                     | mewy (Laridae) | lęgowy                                   | LC                |
| mewa obrożna (Larus sabini, syn. Xema sabini) | mewy (Laridae) | sporadycznie                             | LC                |
| mewa modrodzioba (Pagophila eburnea)          | mewy (Laridae) |                                          | NT                |
| mewa różowa (Rhodostethia rosea)              | mewy (Laridae) |                                          | LC                |
| mewa śmieszka (Larus ridibundus)              | mewy (Laridae) | cały rok                                 | LC                |
| mewa śródziemnomorska (Ichthyaetus audouinii) | mewy (Laridae) |                                          | NT                |
| mewa siwa (Larus canus)                       | mewy (Laridae) | cały rok                                 | LC                |
| mewa delawarska (Larus delawarensis)          | mewy (Laridae) | ---; zalatuje z Ameryki Północnej        | LC                |
| mewa karaibska (Larus pipixcan)               | mewy (Laridae) | ---; zalatuje z Ameryki Północnej        | LC                |
| mewa preriowa (Larus atricilla)               | mewy (Laridae) | ---; zalatuje z Ameryki Północnej        | LC                |
| mewa kanadyjska (Larus philadelphia)          | mewy (Laridae) | ---; zalatuje z Ameryki Północnej        | LC                |
| mewa orlica (Larus ichtyaëtus)                | mewy (Laridae) | sporadycznie                             | LC                |
| mewa żółtonoga (Larus fuscus)                 | mewy (Laridae) | przeloty, zimowanie                      | LC                |
| mewa siodłata (Larus marinus)                 | mewy (Laridae) | przeloty                                 | LC                |
| mewa srebrzysta (Larus argentatus)            | mewy (Laridae) | cały rok                                 | LC                |
| mewa białogłowa (Larus cachinnans)            | mewy (Laridae) | przeloty, zimowanie                      | LC                |
| mewa polarna (Larus glaucoides)               | mewy (Laridae) |                                          | LC                |
| mewa blada (Larus hyperboreus)                | mewy (Laridae) | sporadycznie                             | LC                |
| mewa trójpalczasta (Rissa tridactyla)         | mewy (Laridae) | sporadycznie                             | LC                |

### Rybitwy
| Gatunek i nazwa naukowa                        | Rodzina        | Występowanie w Polsce                       | Status zagrożenia |
| ---------------------------------------------- | -------------- | ------------------------------------------- | ----------------- |
| rybitwa krótkodzioba (Gelochelidon nilotica)   | mewy (Laridae) | sporadycznie                                | LC                |
| rybitwa wielkodzioba (Hydroprogne caspia)      | mewy (Laridae) | przeloty                                    | LC                |
| rybitwa czubata (Sterna sandvicensis)          | mewy (Laridae) | przeloty, czasami gniazduje                 | LC                |
| rybitwa czarnoucha (Sterna forsteri)           | mewy (Laridae) | ---; zalatuje do Europy z Ameryki Północnej | LC                |
| rybitwa rzeczna (Sterna forsteri)              | mewy (Laridae) | lęgowy                                      | LC                |
| rybitwa popielata (Sterna paradisaea)          | mewy (Laridae) | czasami gniazduje, czasami przelatuje       | LC                |
| rybitwa różowa (Sterna dougallii)              | mewy (Laridae) |                                             | LC                |
| rybitwa białoczelna (Sternula albifrons)       | mewy (Laridae) | lęgowy                                      | LC                |
| rybitwa bengalska (Sterna bengalensis)         | mewy (Laridae) |                                             | LC                |
| rybitwa białowąsa (Chlidonias hybridus)        | mewy (Laridae) | czasami gniazduje, czasami przelatuje       | LC                |
| rybitwa czarna (Chlidonias niger)              | mewy (Laridae) | lęgowy                                      | LC                |
| rybitwa białoskrzydła (Chlidonias leucopterus) | mewy (Laridae) | lęgowa                                      | LC                |

### Alki
| Gatunek i nazwa naukowa       | Rodzina        | Występowanie w Polsce | Status zagrożenia |
| ----------------------------- | -------------- | --------------------- | ----------------- |
| nurzyk (Uria aalge)           | alki (Alcidae) | zimowanie             | LC                |
| nurzyk polarny (Uria lomvia)  | alki (Alcidae) |                       | LC                |
| alka (Alca torda)             | alki (Alcidae) |                       | LC                |
| nurnik (Cepphus grylle)       | alki (Alcidae) | przeloty, zimowanie   | LC                |
| alczyk (Alle alle)            | alki (Alcidae) | sporadycznie          | LC                |
| maskonur (Fratercula arctica) | alki (Alcidae) | sporadycznie          | LC                |

## Stepówki
| Gatunek i nazwa naukowa                       | Rodzina                      | Występowanie w Polsce | Status zagrożenia |
| --------------------------------------------- | ---------------------------- | --------------------- | ----------------- |
| stepówka czarnobrzucha (Pterocles orientalis) | stepówkowate (Pteroclididae) |                       | LC                |
| stepówka białobrzucha (Pterocles alchata)     | stepówkowate (Pteroclididae) |                       | LC                |

## Gołębiowe
| Gatunek i nazwa naukowa                      | Rodzina                  | Występowanie w Polsce             | Status zagrożenia |
| -------------------------------------------- | ------------------------ | --------------------------------- | ----------------- |
| gołąb skalny (Columba livia)                 | gołębiowate (Columbidae) | cały rok                          | LC                |
| siniak (Columba oenas)                       | gołębiowate (Columbidae) | lęgowy                            | LC                |
| grzywacz (Columba palumbus)                  | gołębiowate (Columbidae) | lęgowy                            | LC                |
| sierpówka (Streptopelia decaocto)            | gołębiowate (Columbidae) | cały rok                          | LC                |
| turkawka (Streptopelia turtur)               | gołębiowate (Columbidae) | lęgowy                            | LC                |
| turkawka wschodnia (Streptopelia orientalis) | gołębiowate (Columbidae) | ---; sporadycznie zalatuje z Azji | LC                |

## Kukułkowe
| Gatunek i nazwa naukowa                   | Rodzina                 | Występowanie w Polsce                | Status zagrożenia |
| ----------------------------------------- | ----------------------- | ------------------------------------ | ----------------- |
| kukułka czubata (Clamator glandarius)     | kukułkowate (Cuculidae) |                                      | LC                |
| kukułka (Cuculus canorus)                 | kukułkowate (Cuculidae) | lęgowy                               | LC                |
| kukawik żółtodzioby (Coccyzus americanus) | kukułkowate (Cuculidae) | ---; sporadycznie zalatuje z Ameryki | LC                |

## Sowy
| Gatunek i nazwa naukowa            | Rodzina                    | Występowanie w Polsce | Status zagrożenia |
| ---------------------------------- | -------------------------- | --------------------- | ----------------- |
| płomykówka (Tyto alba)             | płomykówkowate (Tytonidae) | cały rok              | LC                |
| syczek (Otus scops)                | puszczykowate (Strigidae)  | sporadycznie          |                   |
| puchacz (Bubo bubo)                | puszczykowate (Strigidae)  | cały rok              | LC                |
| sowa śnieżna (Nyctea scandiaca)    | puszczykowate (Strigidae)  | zimowanie             | LC                |
| sowa jarzębata (Surnia ulula)      | puszczykowate (Strigidae)  | sporadycznie          | LC                |
| sóweczka (Glaucidium passerinum)   | puszczykowate (Strigidae)  | cały rok              | LC                |
| pójdźka (Athene noctua)            | puszczykowate (Strigidae)  | cały rok              | LC                |
| puszczyk (Strix aluco)             | puszczykowate (Strigidae)  | cały rok              | LC                |
| puszczyk uralski (Strix uralensis) | puszczykowate (Strigidae)  | cały rok              | LC                |
| puszczyk mszarny (Strix nebulosa)  | puszczykowate (Strigidae)  | sporadycznie          | LC                |
| uszatka (Asio otus)                | puszczykowate (Strigidae)  | cały rok              | LC                |
| uszatka błotna (Asio flammeus)     | puszczykowate (Strigidae)  | cały rok              | LC                |
| włochatka (Aegolius funereus)      | puszczykowate (Strigidae)  | cały rok              | LC                |

## Lelkowe
| Gatunek i nazwa naukowa                   | Rodzina                   | Występowanie w Polsce                          | Status zagrożenia |
| ----------------------------------------- | ------------------------- | ---------------------------------------------- | ----------------- |
| lelek (Caprimulgus europaeus)             | lelkowate (Caprimulgidae) | lęgowy                                         | LC                |
| lelek rdzawoszyi (Caprimulgus ruficollis) | lelkowate (Caprimulgidae) |                                                | LC                |
| lelczyk mały (Chordeiles minor)           | lelkowate (Caprimulgidae) | ---; sporadycznie zalatuje z Ameryki Północnej | LC                |

## Jerzykowe
| Gatunek i nazwa naukowa          | Rodzina                | Występowanie w Polsce | Status zagrożenia |
| -------------------------------- | ---------------------- | --------------------- | ----------------- |
| jerzyk (Apus apus)               | jerzykowate (Apodidae) | lęgowy                | LC                |
| jerzyk blady (Apus pallidus)     | jerzykowate (Apodidae) |                       | LC                |
| jerzyk alpejski (Apus melba)     | jerzykowate (Apodidae) | sporadycznie          | LC                |
| jerzyk widłosterny (Apus caffer) | jerzykowate (Apodidae) |                       | LC                |
| jerzyk mały (Apus affinis)       | jerzykowate (Apodidae) |                       | LC                |

## Kraskowe
| Gatunek i nazwa naukowa                  | Rodzina                     | Występowanie w Polsce | Status zagrożenia |
| ---------------------------------------- | --------------------------- | --------------------- | ----------------- |
| zimorodek (Alcedo atthis)                | zimorodkowate (Alcedinidae) | cały rok              | LC                |
| łowiec krasnodzioby (Halcyon smyrnensis) | zimorodkowate (Alcedinidae) |                       | LC                |
| rybaczek srokaty (Ceryle rudis)          | zimorodkowate (Alcedinidae) |                       | LC                |
| żołna (Merops apiaster)                  | żołny (Meropidae)           | czasami gniazduje     | LC                |
| żołna zielona (Merops superciliosus)     | żołny (Meropidae)           |                       | LC                |
| kraska (Coracias garrulus)               | kraski (Coraciidae)         | lęgowy                | NT                |
| dudek (Upupa epops)                      | dudkowate (Upupidae)        | lęgowy                | LC                |

## Papugowe
| Gatunek i nazwa naukowa                    | Rodzina                  | Występowanie w Polsce           | Status zagrożenia |
| ------------------------------------------ | ------------------------ | ------------------------------- | ----------------- |
| aleksandretta obrożna (Psittacula krameri) | papugowate (Psittacidae) | sporadycznie; uciekła z niewoli | LC                |

## Dzięciołowe
| Gatunek i nazwa naukowa                       | Rodzina                 | Występowanie w Polsce | Status zagrożenia |
| --------------------------------------------- | ----------------------- | --------------------- | ----------------- |
| krętogłów (Jynx torquilla)                    | dzięciołowate (Picidae) | lęgowy                | LC                |
| dzięcioł zielonosiwy (Picus canus)            | dzięciołowate (Picidae) | cały rok              | LC                |
| dzięcioł zielony (Picus viridis)              | dzięciołowate (Picidae) | cały rok              | LC                |
| dzięcioł czarny (copus martius)               | dzięciołowate (Picidae) | cały rok              | LC                |
| dzięcioł duży (Dendrocopos major)             | dzięciołowate (Picidae) | cały rok              | LC                |
| dzięcioł średni (Dendrocopos medius)          | dzięciołowate (Picidae) | cały rok              | LC                |
| dzięcioł białogrzbiety (Dendrocopos leucotos) | dzięciołowate (Picidae) | cały rok              | LC                |
| dzięcioł białoszyi (Dendrocopos syriacus)     | dzięciołowate (Picidae) | cały rok              | LC                |
| dzięciołek (Dendrocopos minor)                | dzięciołowate (Picidae) | cały rok              | LC                |
| dzięcioł trójpalczasty (Picoides tridactylus) | dzięciołowate (Picidae) | cały rok              | LC                |